# 南橫高速公路
南橫高速公路，中華民國政府稱為國道南橫高速公路，簡稱南橫高，台灣一條計畫中的高速公路，預定路線將橫貫中央山脈，接通東部、西部之二地。其路線依原計畫是採行6A路廊，西起自屏東縣竹田鄉，東迄於台東縣太麻里鄉。全長約76.35公里（官方公布53公里）。粗估工期至少費時12年，興建經費高達新臺幣2000億元。由於沿途會經過潮州、萬巒、來義、金峰，除利用國道三號路線自潮州系統交流道（即今竹田系統交流道）向東延伸之外，並在沿線設置三處交流道，途中會經過一座長約13公里的隧道，最後與花東高速公路銜接。

## 交流道列表
| 國道五號南橫段路線設施里程一覽表 |      |          |          |          |        |            |                                                                         |                                                                         |
| 標誌                             | 里程 | 名稱     | 順樁預告 | 逆樁預告 | 形式   | 通車日     | 銜接道路 →聯絡地區                                                      |                                                                         |
| （上接花東高速公路）             |      |          |          |          |        |            |                                                                         |                                                                         |
|                                  | 301  | 台東     |          |          | 鑽石型 | 遠期規劃中 | 台11乙線 · →台東市                                                      | 台11乙線 · →台東市                                                      |
|                                  | 306  | 知本     |          |          | 喇叭型 | 遠期規劃中 | 台11乙線 · →台東市、知本溫泉                                            | 台11乙線 · →台東市、知本溫泉                                            |
|                                  | 309  | 太麻里   |          |          | 鑽石型 | 遠期規劃中 | 台9線 · →太麻里鄉、大武鄉                                               | 台9線 · →太麻里鄉、大武鄉                                               |
| － 隧道                          |      |          |          |          |        |            |                                                                         |                                                                         |
|                                  | 335  | 來義     |          |          | 單葉型 | 遠期規劃中 | 縣道185號 · →來義鄉                                                     | 縣道185號 · →來義鄉                                                     |
|                                  | 345  | 萬巒     |          |          | 單葉型 | 遠期規劃中 | 台1線 · →竹田鄉、潮州鎮、內埔鄉、萬巒鄉、六堆客家文化園區、八大森林樂園 | 台1線 · →竹田鄉、潮州鎮、內埔鄉、萬巒鄉、六堆客家文化園區、八大森林樂園 |
|                                  | 354  | 竹田系統 |          |          | 雙葉型 | 遠期規劃中 | 福爾摩沙高速公路                                                        | 福爾摩沙高速公路                                                        |
| ↓主線接續高雄潮州線              |      |          |          |          |        |            |                                                                         |                                                                         |

## 歷史
- 1990年起交通部臺灣區國道新建工程局開始進南橫高可行性報告之研究。
- 1991年行政院經決議將此計畫列入「國家建設六年計畫」之一。
- 1993年1月進行路廊選定。
- 1995年5月決議興建並進行工程規劃。
- 1997年9月完成工程規劃。

## 計劃內容

### 緣起
台灣南部雖有南橫公路以及南迴公路溝通東西，但南迴公路路線曲折，行車費時、路況不佳；南橫公路則於山區與河谷迴繞，同樣費時且危險，部分時間甚至可能無法通行。為能順暢溝通台灣南部東西之運輸，行政院訂定此計畫以建立一條快捷、便利、全天候的道路。

### 歷程
礙於原計畫中會行經中央山脈之北大武山，該路段是通過大武山自然保留區的核心區域，當地的地景、地貌都受到《文化資產保存法》的保護下，行政院基於維護棲息地，以降低生態衝擊，曾向中華民國交通部提出路線南移。經國道新建工程局研擬計畫後認為，若採行八號路廊是可避開大武山自然保留區，路線往南移至枋寮－太麻里，預計全線總長約80公里。但隨著路線南移而使里程增長，不僅增加200至300億元的興建經費，途中還要開挖26公里的隧道，並因長隧道的工程難度遠比雪山隧道倍增，使完工時間會因地質問題而大幅變動，粗估至少費時15年以上。
最後，在國道新建工程局反覆評選下，規劃的6A路廊會有13.5公里的路段通過大武山自然保留區，僅有12.9公里路段是採用400公尺深的覆土方式，開挖出斷面12公尺寬的隧道，剩餘的600公尺則因路線距離河川太近，一出隧道便會遭遇河床，必須要將公路抬升至地表施工，不得不影響當地的地景、地貌，但大武山自然保留區實際會受到6A路廊影響只有在橋樑這一段，直接對當地的水源保護會有所衝擊，卻不建議將路線北移，勢必會直接影響到雙鬼湖自然保留區。在北、中、南三條路線當中，若非考量施工成本與工程難度，那麼就是要考量當地的生態保育，礙於沒有一條路線全都可顧及到這些考量，除非放棄興建高速公路，否則找不出合適路線進行興建。

### 目前辦理情形
係因符合經濟效益之路廊部分路段經過大武山自然保留區，因文化資產保存法而無法興建，現在國工局目前已計畫由「台88線延伸與拓寬」與「南迴公路拓寬與截彎取直」等方式來替代。

## 連結資料
1. ↑  . 關懷生命協會.   [2021-06-15]. （原始内容存档于2007-10-24）.
2. ↑  . 臺灣公論報. 2019-11-03  [2024-07-01]. （原始内容存档于2024-07-01）.
3. ↑  . 自由時報. 2018-11-13  [2021-06-15]. （原始内容存档于2021-06-15）.
4. ↑  . 大紀元. 2002-02-24  [2021-06-15]. （原始内容存档于2021-06-15）.
5. ↑  .   [2021-06-15]. （原始内容存档于2019-09-04）.
6. ↑  . 林同棪工程顧問股份有限公司.   [2025-03-04]. （原始内容存档于2025-03-04）.
7. ↑  張文城.  (PDF). 財團法人地工技術研究發展基金會.   [2021-06-15]. （原始内容存档 (PDF)于2021-06-15）.
8. ↑  . 2021-12-30  [2023-08-25]. （原始内容存档于2023-08-25）.
9. ↑  . 民視新聞. 2022-01-16  [2022-01-18]. （原始内容存档于2022-01-18）.